# Hurtu
Hurtu fue una marca pionera francesa de vehículos, producidos por la empresa Diligeon et Cie, basada en Albert (Somme), entre 1896 y 1930. Además de automóviles, la compañía también fabricó máquinas de coser, bicicletas y motocicletas.

## Historia

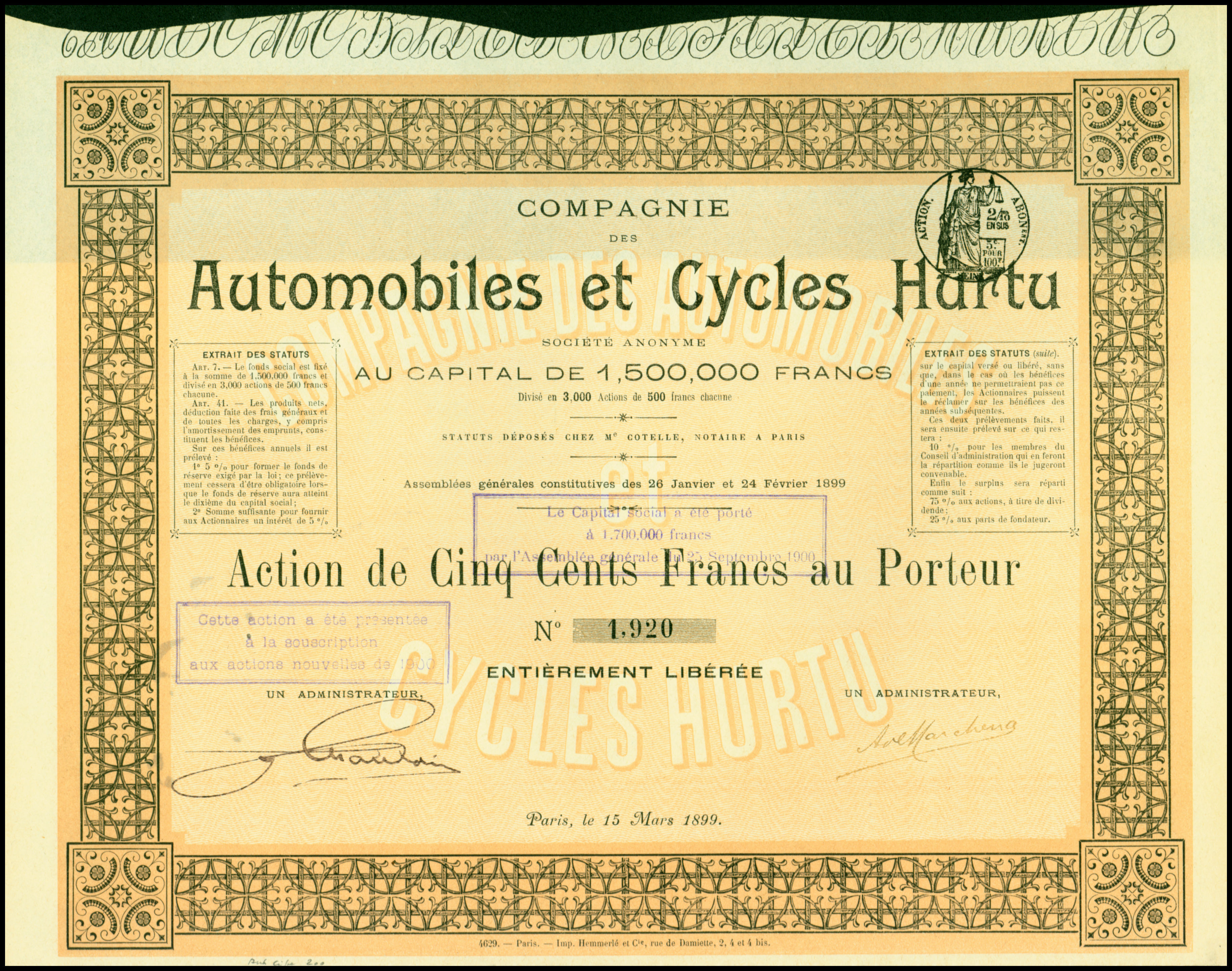
Participación de la Compagnie des Automóviles et Ciclos Hurtu, emitida el 15 de marzo de 1899.

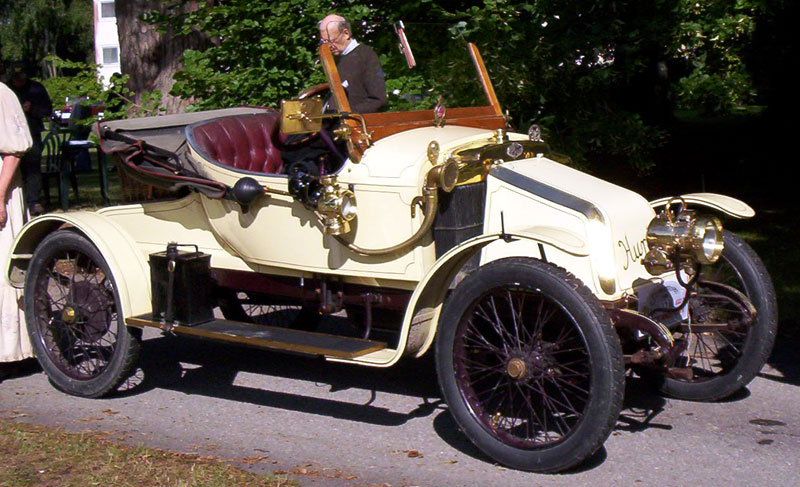
Hurtu de 1912, con su radiador junto al salpicadero.

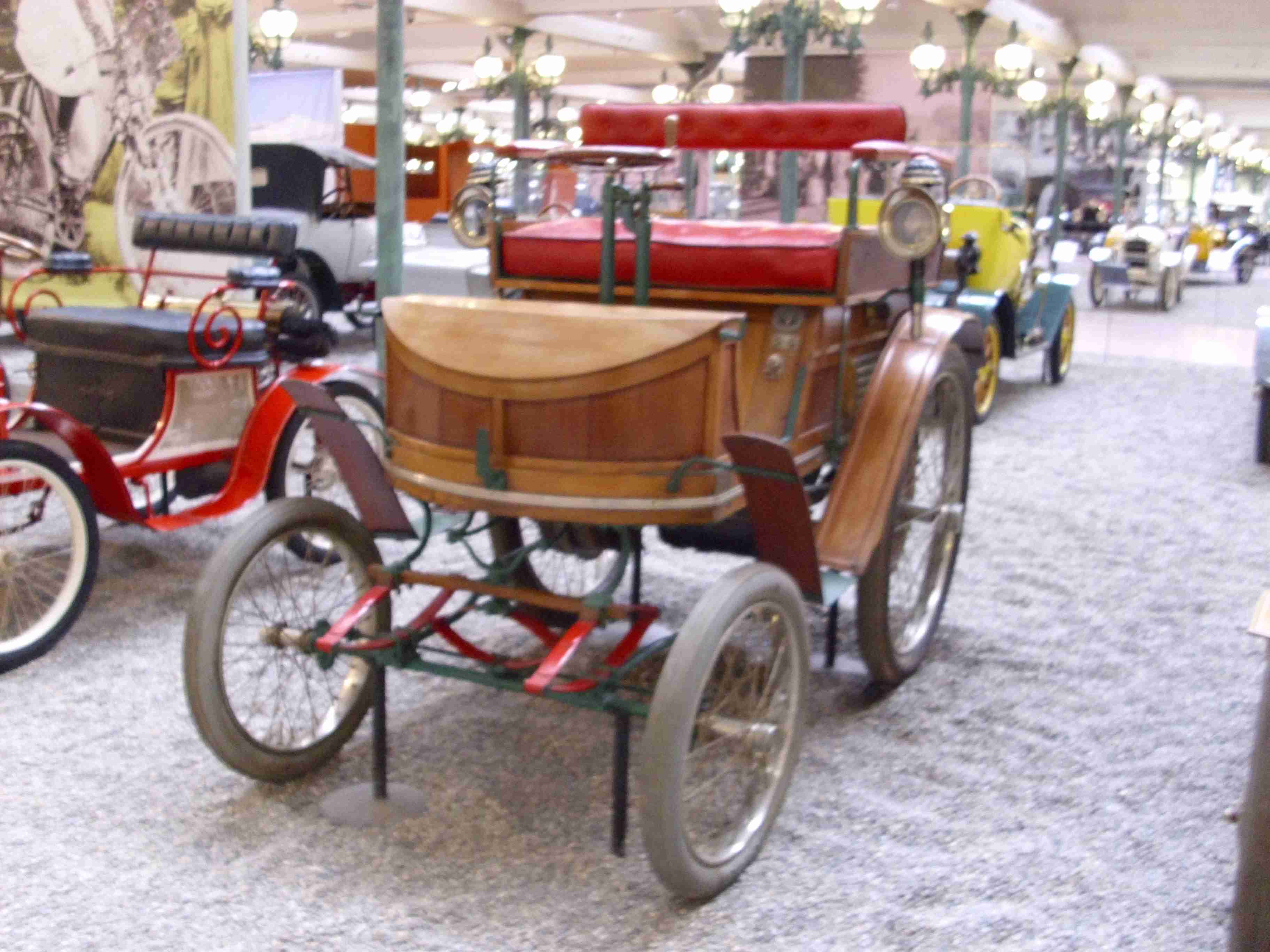
Hurtu de 1897

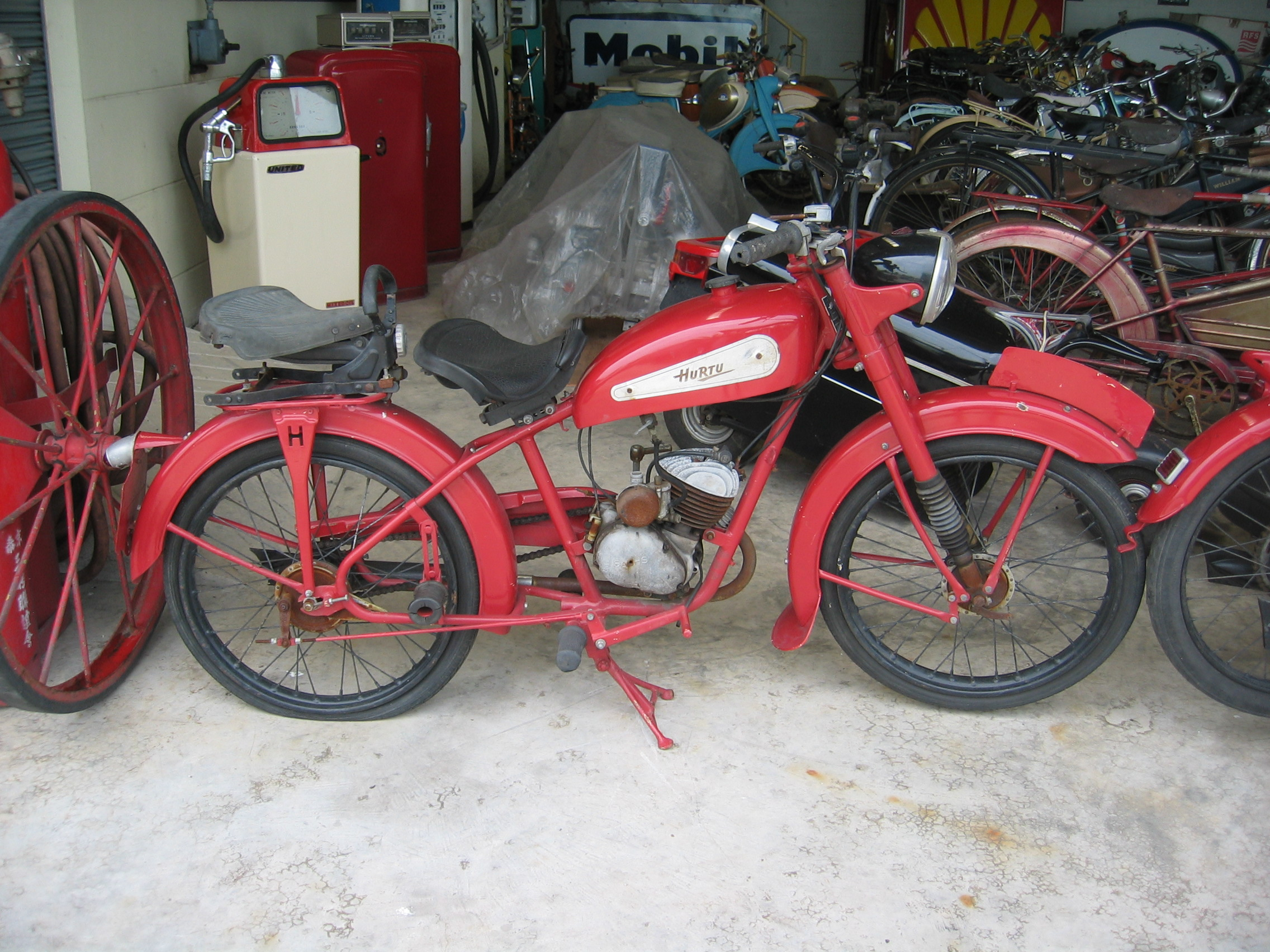
Una muy rara motocicleta Hurtu

La sociedad se fundó en 1880 como Hurtu, Hautin et Diligeon, fabricante de máquinas de coser, pero muy pronto añadió máquinas herramienta y bicicletas a su gama de productos. En 1895 E. Diligeon compró la participación de sus socios y rebautizó la compañía como Diligeon et Cie, pero continuó utilizando el nombre de Hurtu para sus productos. Fabricó su primer coche en 1896, una versión bajo licencia del triciclo Leon Bollée. Acabaron fabricando más de estos vehículos que el propio Leon Bollée.
Pasaron a producir automóviles de cuatro ruedas en 1897, con un modelo inspirado en el Benz alemán, del que también fabricaba una copia Belsize Motors de Mánchester en Inglaterra.
En 1899 la compañía se reorganizó y fue rebautizada como la Compagnie des Automobiles et Cycles Hurtu. En 1900 el coche de tipo Benz se sustituyó por un modelo nuevo, propulsado por un motor monocilíndrico De Dion-Bouton de 3,5 CV y carrocería abierta de 2 o 4 asientos.
En 1907 sus modelos comenzaron a utilizar un radiador situado próximo al salpicadero, similar al de los Renault, estilo que se siguió utilizando hasta 1920.
La producción en 1913 pudo ser de unos 600 coches, incluyendo modelos de 4 cilindros de 1692 cc y 2120 cc, con la caja de cambios integrada con el motor.
Después de la Primera Guerra Mundial se reanudó la producción automovilística. Así, en 1920 se lanzó un modelo con motor de cuatro cilindros y 2358 cc, con radiador frontal convencional, y equipado con frenos delanteros a partir de 1922. Un modelo más pequeño de 1328 cc se unió a la gama en 1925. Se comercializaron hasta 1930, cuando la compañía abandonó la producción automovilística, aunque continuó fabricando maquinaria.